# آب ستريم
آب ستريم (بالإنجليزية: AppStream)‏ هو إطار عمل للتطبيقات [الإنجليزية]، نشأ كاتفاقية بين مُوزعيِّ لينكس الرئيسيين (مثل ريد هات وكانونيكال المحدودة وأوبن سوزي ودبيان وماندريفا إس.إيه… وغيرهم) لإنشاء بنية أساسية لبرمجيَّات تثبيت التطبيقات على لينكس ومشاركة البيانات الوصفيَّة بينها. بدأت المُبادرة في وقتٍ مُبكِّر بين 19 يناير و21 يناير، عام 2011.